# 奧斯卡的一天
《奧斯卡的一天》（英語：Fruitvale Station）是一部2013年美国傳記电影，由瑞恩·库格勒编剧并执导，是他第一部擔任導演的電影，根据奧斯卡·格蘭特命案的真实历史事件改编而成。
本片獲得了2013年圣丹斯电影节评审团大奖、观众奖，以及第66届戛纳电影节一種注目单元未来奖。美国于2013年7月12日上映。

## 剧情
改編自真實事件，22歲黑人男子奧斯卡·格蘭特（Oscar Grant）于2009年新年狂歡後，自舊金山返家途中於舊金山灣區捷運列車上與人發生衝突，爾後在福祿維爾車站月台被捷運警察拘留上銬時，遭到其中一名白人警察Johannes Mehserle槍殺（據其發言是誤將手槍當作泰瑟槍使用）。奧斯卡·格蘭特於送醫七小時後過世，因而引起美國社会很大的反响。

## 角色
- 麥可·B·喬丹 飾 奧斯卡·格蘭特（Oscar Grant）
- 奥克塔维亚·斯宾塞 飾 Wanda Johnson
- Melonie Diaz（英语：Melonie Diaz） 飾 Sophina Mesa
- 阿娜·歐蕾莉 飾 Katie
- 凱文·杜蘭 飾 Officer Caruso
- 查德·麥可·莫瑞 飾 Officer Ingram
- Jonez Cain 飾 Danae
- Caroline Lesley（英语：Caroline Lesley） 飾 Steph
- Ariana Neal 飾 Tatiana

## 评价
媒体综评82分，其中7家主流媒体给出满分，烂番茄新鲜度90%，收获无数赞誉，成为2013年最出色的影片之一。
代表性评价：“迈克尔.B.乔丹在多线操控层面上堪称大师”，“27岁的库格勒先生似乎拥有一切，以至于他可以用一个成熟艺术家的形态，以自信地笔触挖掘影片主题的内在，同时还挥洒着极具个人特色的风格和超越自然主义状态的诗意优雅，更重要的是，他还为演员们提供了广阔地挥洒舞台”，“无与伦比的掌控力配以深刻至骨髓的情感，对于只有26岁多的瑞恩-库珀来说，这部影片绝对是一个里程碑”，“从任何一个角度而言都符合“杰出”的标准”，“它是一部伟大的政治题材电影，因为它是一部伟大的时代题材电影”。
2022年8月，《IndieWire》列出40部最佳悲傷電影名冊裡，本片榜上有名。

## 奖项
| 奖项                 | 举办日期      | 类别                           | 获提名者          | 结果 |
| -------------------- | ------------- | ------------------------------ | ----------------- | ---- |
| 圣丹斯电影节         | 2013年1月26日 | 观众奖                         | 瑞恩·庫格勒       | 獲獎 |
| 圣丹斯电影节         | 2013年1月26日 | 评审团大奖                     | 瑞恩·庫格勒       | 獲獎 |
| 第66届戛纳电影节     | 2013年5月25日 | 一种关注单元未来奖             | 瑞恩·庫格勒       | 獲獎 |
| 第66届戛纳电影节     | 2013年5月25日 | Grand Prix d'Un Certain Regard | 瑞恩·庫格勒       | 提名 |
| 第66届戛纳电影节     | 2013年5月25日 | Camera d'Or                    | 瑞恩·庫格勒       | 提名 |
| 第85屆國家評論協會獎 | 2013年12月4日 | 十佳电影                       | 《奧斯卡的一天》  | 獲獎 |
| 第85屆國家評論協會獎 | 2013年12月4日 | 最佳女配角                     | 奥克塔维亚·斯宾塞 | 獲獎 |